# Saxavord Spaceport

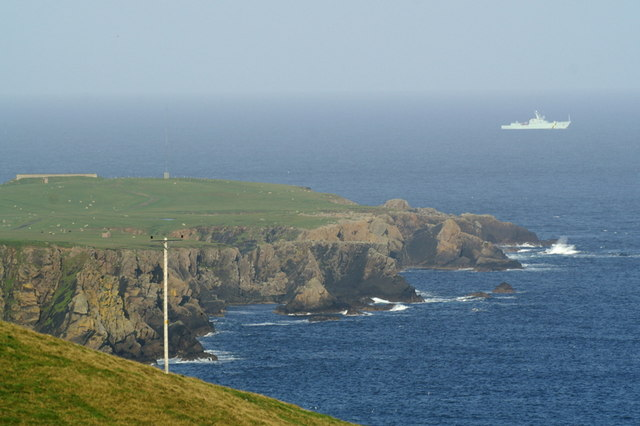
Die Halbinsel Lamba Ness auf Unst; hier soll eine von drei Startrampen gebaut werden

Der Saxavord Spaceport (Eigenschreibweise SaxaVord Spaceport) ist ein Weltraumbahnhof auf der Insel Unst im äußersten Norden der Shetland-Nordseeinseln. Ab 2025 sollen von dort Trägerraketen mit Kleinsatelliten starten.

## Lage und Aufbau
Als Standort für den Saxavord Spaceport wurde eine Landzunge im Nordosten von Unst gewählt. Auf dem Gelände befinden sich Überreste der Radarstation RAF Skaw der Royal Air Force, die von 1940 bis 1947 in Betrieb war. Etwa einen Kilometer entfernt liegt der Weiler Skaw, die nördlichste Siedlung Großbritanniens. Weitere drei Kilometer westlich befindet sich die Radarstation RAF Saxa Vord. Diese arbeitet heute weitgehend automatisch; eine ehemalige Wohnsiedlung für RAF-Mitarbeiter konnte daher in eine Feriensiedlung konvertiert werden. Der Betreiber dieser Tourismuseinrichtung – Frank Strang, ein ehemaliger Sportausbilder der RAF – ist auch der Gründer des Shetland-Space-Centre-Projekts, das er mit seiner Frau Debbie besitzt.
Bei vollem Ausbau soll der Weltraumbahnhof drei Startrampen umfassen, die östlichste davon auf der Halbinsel Lamba Ness. Hinzu kommen Abfertigungs- und Verwaltungsgebäude, ein Treibstofflager und eine Bodenstation für die Raketen- und Satellitenverfolgung. Ein ehemaliges Brauereigebäude in Saxa Vord soll als Missionskontrollzentrum hergerichtet werden. Die nördliche Lage bietet Vorteile beim Start von Satelliten in Polarbahnen, da sich in der Flugbahn der Raketen keine bewohnten Gebiete befinden.

## Geschichte
Frank Strang († 2025) initiierte das Weltraumbahnhofprojekt im Jahr 2017. Es hieß zunächst Shetland Space Centre und wurde 2021 in SaxaVord Spaceport umbenannt. Der dänische Modeunternehmer und Milliardär Anders Povlsen beteiligte sich 2020 als einer der Hauptinvestoren.
Im März 2022 erteilte das Shetland Islands Council eine Baugenehmigung für den Weltraumbahnhof. Noch im selben Monat begannen der Bau der ersten beiden Startplätze. Bis November 2022 sollen insgesamt 19 Millionen Pfund an privatem Kapital für das Projekt ausgegeben worden sein, einschließlich des Ausbaus von Zufahrtsstraßen. Im Dezember 2023 erhielt der SaxaVord Spaceport von der Civil Aviation Authority als erster britischer Raketenstartplatz eine Betriebserlaubnis. Damit sind bis zu 30 Starts pro Jahr genehmigt. Im März 2024 wurde bekannt, dass die britische Regierung 10 Millionen Pfund in den Weltraumbahnhof investieren möchte.

## Nutzung und geplante Starts

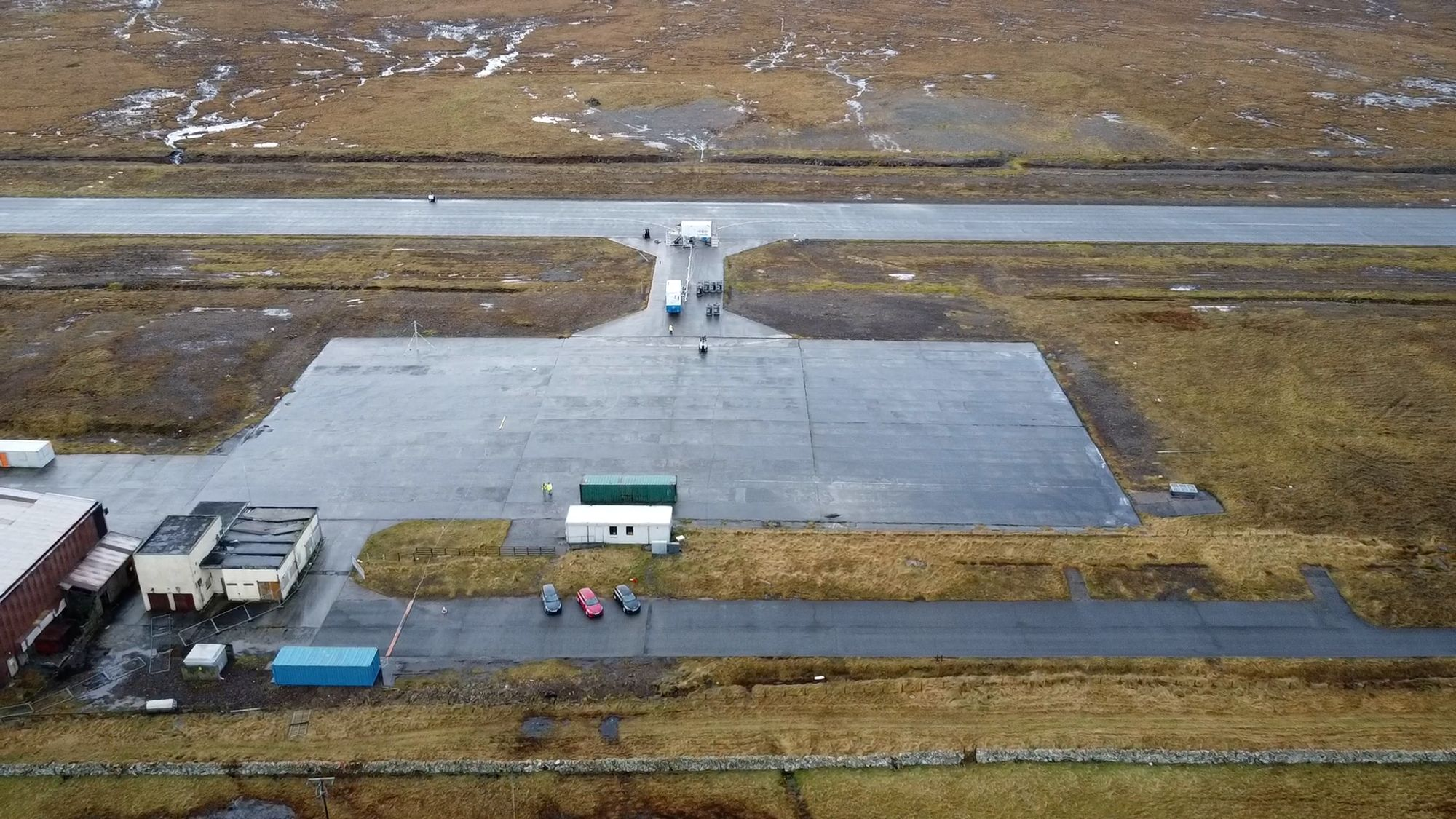
Testanlagen des französischen Unternehmens Latitude auf dem Saxavord Spaceport

Der erste orbitale Start von Unst ist für das Jahr 2025 mit dem Erstflug der Rakete RFA One des deutschen Raumfahrtunternehmens Rocket Factory Augsburg geplant. Er wird mit 3,5 Millionen Pfund (etwa 3,7 Millionen Euro) von der UK Space Agency subventioniert. Die erste Zephyr-Trägerrakete des französischen Raumfahrtunternehmens Latitude, vormals Venture Orbital Systems, soll ebenfalls von dort starten. Im Herbst 2022 testete Latitude das Triebwerk Navier, das die Rakete antreiben soll, auf dem Saxavord-Gelände. Eine zweite Testkampagne war für den Frühling 2023 geplant.
Auch das US-amerikanische Unternehmen ABL Space Systems wollte seine Rakete RS1 von Saxavord starten. Ursprünglich als erster Orbitalstart von Großbritannien geplant, lief dieses Projekt unter dem Namen „U.K. Pathfinder Launch“. Es wurde von dem Rüstungs- und Raumfahrtkonzern Lockheed Martin organisiert, welcher an ABL beteiligt ist. Die Rakete sollte einen Raumschlepper des britischen Unternehmens Moog mit sechs 6U-Cubesats ins All bringen. Die UK Space Agency stelle 31 Millionen US-Dollar am Fördermitteln für diesen „Pathfinder Launch“ bereit. Für die Zeit danach erhoffte sich Lockheed Martin regelmäßige RS1-Starts von Shetland. Das RS1-Projekt wurde jedoch im Herbst 2024 eingestellt.
Zudem kündigte der deutschen Raketenbauer HyImpulse an, den neuen Weltraumbahnhof zu nutzen. Bereits 2021 testete HyImpulse auf einem Gelände des Saxavord-Betreibers Hybridtriebwerke der neuen Höhenforschungsrakete SR75. Für den Erstflug der SR75 wählte HyImpulse die Koonibba Test Range in Australien, jedoch ist auch ein Start von SaxaVord geplant, den ebenfalls die UK Space Agency finanziert. Ein weiteres HyImpulse-Projekt ist die orbitale Trägerrakete SL1, die ebenfalls von Shetland aus starten können soll.
Weitere angekündigte SaxaVord-Nutzer sind das schottisch-ukrainische Raumfahrtunternehmen Skyrora und der schottisch-dänische Raketenentwickler Orbex. Skyrora möchte eine suborbitale Rakete des Typs Skylark L von Unst starten und danach Orbitalflüge mit der Rakete Skyrora XL. Orbex wählte Saxavord für Starts der Rakete Prime.